# Boehmeria clidemioides
Boehmeria clidemioides är en nässelväxtart som beskrevs av Friedrich Anton Wilhelm Miquel. Boehmeria clidemioides ingår i släktet Boehmeria och familjen nässelväxter.

## Underarter
Arten delas in i följande underarter:
- B. c. diffusa
- B. c. umbrosa